# بنیاد کتیبه‌های ایرانی
بنیاد کتیبه‌های ایرانی (به لاتین: CORPUS INSCRIPTIONUM IRANICARUM) (با نام مخفف C.I.I.) موسسه‌ای علاقه‌مند به جمع‌آوری و انتشارات اسناد و کتیبه‌های ایرانی است. C.I.I. در ۱۹۹۵ در پاسخ به تصمیم بیست و دومین کنگره جهانی شرقشناسی در کمبریج با ریاست اولیه والتر هنینگ و ریاست افتخاری سیدحسن تقی‌زاده صورت گرفت. اولین منشی آن، مری بویس بود. فعالیت‌های C.I.I. توسط شورا و کمیته جهانی متشکل از ۴۰ هیئت علمی نظارت می‌شد. این مؤسسه به عنوان یک شرکت محدود خیریه و غیرانتفاعی علمی با ضمانت چاپ گشت. بودجه مالی این مؤسسه برای چاپ آثارش از کمک‌هزینه‌های تحصیلی (grants) مانند گروه‌های ملی و بین‌المللی همانند آکادمی بریتانیا و اتحادیه آکادمی جهانی، بخشی از میان سرمایه‌داران و همچنین دولت ایران و سایر مبتکران حمایتگر مالی بود.
بسیاری از کتیبه‌های ایرانی باستان و میانه را انجمن مجموعه کتیبه‌های ایرانی (به لاتین: CORPUS INSCRIPTIONUM IRANICARUM) چاپ کرده است. تاسیس این انجمن نتیجه جلسه‌ای بود که در سال 1954 میلادی، در بیست و دومین همایش بین‌المللی خاورشناس‌ها در کمبریج برگزار شد. هدف از این طرح انتشار مجموعه‌ای جامع و ثبت مستمر کتیبه‌های ایرانی تا اوایل دوره صفویه است.
هدف C.I.I، چاپ رکورد جامع و ماندنی کتیبه‌های ایرانی است. طرح این کار، شامل کتیبه‌های و اسناد (به جز متون ادبی) از زبان‌های ایرانی، که در ایران یا خارج از مرزهای آن یافت شود و همچنین زبان‌های غیرایرانی که در ایران یافت شود یا نسخه‌های از متون آن در زبان ایرانیان موجود باشد، است. برای تعیین محدودیت‌های کنترل‌پذیر برای این پروژه، تمام کتیبه‌های ایرانی صفویه به بعد، دیگر مشمول این پروژه نمی‌شوند، ولی سری‌های تکمیلی موارد مربوطه را همچون فهرست لغات و گرامر که خارج از چارچوب سری‌های اصلی افتاده است را پوشش می‌دهند. اولین چاپ این بنیاد، کپی‌کاری متن کتیبه‌های رهاشده بود. چاپ‌های بعدی شامل کتیبه‌ها، به همراه ترجمه یا تفسیر یا هردو، به عنوان ساختار بنیاد قرار گرفت. طی سالهای ۱۹۵۵ تا ۱۹۹۲، در کل ۳۳ مجلد بدین شرح چاپ گردید:
1. چهار مجلد دربارهٔ کتیبه‌های باستانی ایران
2. پانزده جلد از کتیبه‌های دوره‌های سلوکی و اشکانی و ایران شرقی و آسیای مرکزی
3. هشت جلد از کتیبه‌های پهلوی (فارسی میانه)
4. چهار جلد تا رسیدن به اوایل دوران صفویه
5. دو جلد: سری‌های تکمیلی

## فصل‌های منتشر شده
| لیست تمام کتاب‌ها به ترتیب تاریخ انتشار (همگی به جز یکی در لندن منتشر شدند) به شرح زیر است: | لیست تمام کتاب‌ها به ترتیب تاریخ انتشار (همگی به جز یکی در لندن منتشر شدند) به شرح زیر است: | لیست تمام کتاب‌ها به ترتیب تاریخ انتشار (همگی به جز یکی در لندن منتشر شدند) به شرح زیر است:         |
| سال انتشار                                                                                 | ویراستار                                                                                   | عنوان                                                                                              |
| ------------------------------------------------------------------------------------------ | ------------------------------------------------------------------------------------------ | -------------------------------------------------------------------------------------------------- |
| 1955                                                                                       | W. B. Henning                                                                              | The inscription of Sar-Mašhad                                                                      |
| 1957                                                                                       | W. B. Henning                                                                              | The Inscription of Naqš-i Rustam                                                                   |
| 1957                                                                                       | J. de Menasce                                                                              | Ostraca and Papyri                                                                                 |
| 1960                                                                                       | H. W. Bailey                                                                               | Saka Documents I                                                                                   |
| 1961                                                                                       | H. W. Bailey                                                                               | Saka Documents II                                                                                  |
| 1963                                                                                       | W. B. Henning                                                                              | Minor Inscriptions of Kartīr, Together with the End of Naqš-i Rustam                               |
| 1963                                                                                       | نامعلوم : Moscow                                                                           | Documenty s gory Mug (Documents from Mt. Mugh),                                                    |
| 1963                                                                                       | H. W. Bailey                                                                               | Saka Documents III                                                                                 |
| 1967                                                                                       | H. W. Bailey                                                                               | Saka Documents IV                                                                                  |
| 1968                                                                                       | H. W. Bailey                                                                               | Saka Documents. Text Volume                                                                        |
| 1968                                                                                       | R. N. Frye                                                                                 | The Parthian and Middle Persian Inscriptions of Dura-Europos                                       |
| 1968                                                                                       | A. D. H. Bivar                                                                             | Kushan and Kushano-Sasanian Seals and Kushano-Sasanian Coins. Sasanian Seals in the British Museum |
| 1971                                                                                       | R. E. Emmerick                                                                             | Saka Documents V                                                                                   |
| 1971                                                                                       | R. N. Frye                                                                                 | Sasanian Seals in the Collection of Mohsen Foroughi                                                |
| 1972                                                                                       | P. Gignoux                                                                                 | Glossaire des inscriptions pehlevies et parthes                                                    |
| 1973                                                                                       | R. E. Emmerick                                                                             | Saka Documents VI                                                                                  |
| 1976                                                                                       | I. M. Diakonoff and V. A. Livshits                                                         | Parthian Economic Documents from Nisa. Plates I                                                    |
| 1977                                                                                       | I. M. Diakonoff and V. A. Livshits                                                         | Parthian Economic Documents from Nisa. Plates II and Texts I                                       |
| 1977                                                                                       | W. L. Hanaway, Jr                                                                          | Khorasan I                                                                                         |
| 1978                                                                                       | A. D. H. Bivar and E. Yarshater                                                            | Eastern Mazandaran I,                                                                              |
| 1978                                                                                       | E. von Voigtlander                                                                         | The Bisitun Inscription of Darius the Great. Babylonian Version                                    |
| 1979                                                                                       | I. M. Diakonoff and V. A. Livshits                                                         | Parthian Economic Documents from Nisa, Plates III                                                  |
| 1982                                                                                       | J. C. Greenfield and B. Porten                                                             | The Bisitun Inscription of Darius the Great. Aramaic Version                                       |
| 1985                                                                                       | A. Sh. Shahbazi                                                                            | Old Persian Inscriptions of the Persepolis Platform                                                |
| 1986                                                                                       | M. Shokoohy                                                                                | Rajasthan                                                                                          |
| 1988                                                                                       | M. Shokoohy                                                                                | Haryana I. The Column of Fīrūz Shāh and Other Islamic Inscriptions from the District of Hisar      |
| 1989                                                                                       | N. Sims-Williams                                                                           | Sogdian and Other Iranian Inscriptions of the Upper Indus I                                        |
| 1990                                                                                       | N. Sims-Williams and J. Hamilton                                                           | Documents turco-sogdiens du IXe-Xe siècle de Touenhouang,                                          |
| 1990                                                                                       | W. Sundermann                                                                              | The Manichaean Hymn-Cycles Huyadagmān and Angad Rōšnān in Parthian and Sogdian                     |
| 1991                                                                                       | R. Schmitt                                                                                 | The Bisitun Inscriptions of Darius the Great. Old Persian Text                                     |
| 1992                                                                                       | N. Sims-Williams                                                                           | Sogdian and Other Iranian Inscriptions of the Upper Indus II,                                      |
| 1992                                                                                       | D. Weber                                                                                   | Ostraca, Papyri and Pergamente. Textband                                                           |